# 夏侯夔
夏侯 夔（かこう き、483年 - 538年）は、南朝斉から梁にかけての軍人・政治家。字は季龍。本貫は譙郡譙県。

## 経歴
夏侯詳の子として生まれた。南朝斉の南康王府行参軍を初任とした。中興元年（501年）、司徒属に転じた。天監元年（502年）、太子洗馬・中舎人・中書郎となった。天監6年（507年）、父が死去した。服喪を終えると、大匠卿に任じられ、知造太極殿事をつとめた。普通元年（520年）、邵陵王信威長史となった。この年のうちに仮節・征遠将軍として北伐に従軍した。帰還すると給事黄門侍郎に任じられた。普通2年（521年）、裴邃の副将として義州を攻撃して平定した。普通3年（522年）、兄の夏侯亶に代わって呉興郡太守となり、まもなく仮節・征遠将軍・西陽武昌二郡太守に転じた。普通7年（526年）、召還されて衛尉となり、任につかないうちに、持節・都督司州諸軍事・信武将軍・司州刺史に転じ、安陸郡太守を兼ねた。
普通8年（527年）、裴之礼・任思祖らを率いて義陽道に出て、平静・穆陵・陰山の3関を攻撃して落とした。このとき譙州刺史の湛僧智が北魏の東豫州刺史の元慶和を広陵で包囲していた。北魏の元顕伯が援軍としてやってきたため、湛僧智は迎撃してこれを破った。夏侯夔は武陽から湛僧智に合流し、北魏軍の帰路をさえぎった。元慶和は夏侯夔がやってくるとついに降伏を願い出た。夏侯夔は湛僧智に手柄を譲ろうとしたが、湛僧智は「慶和は公に降伏しようとしたのであって、僧智に降伏することを願ってはいない」と言って、夏侯夔に応対させた。元慶和の投降を知ると、元顕伯は夜間に逃走した。梁軍はこれを追撃して2万人あまりを生け捕りにした。湛僧智は東豫州を領して広陵に駐屯し、夏侯夔は安陽に駐屯した。また、夏侯夔は偏将を派遣して楚城を落とした。
大通2年（528年）、北魏の郢州刺史の元願達が南朝梁に降伏を願い出てきたため、蕭衍は郢州刺史の元樹に元願達を迎えに行かせた。夏侯夔も楚城から元樹に合流した。北魏の郢州は南朝梁の北司州と改められ、夏侯夔は北司州刺史となり、都督司州諸軍事を兼ねた。大通3年（529年）、使持節に転じ、仁威将軍に進み、保城県侯に封じられた。中大通2年（530年）、召還されて右衛将軍となった。生母が死去したため辞職した。
北魏の南兗州刺史の劉明が譙城をもって南朝梁に降伏すると、蕭衍は鎮北将軍元樹を派遣して応接にあたらせた。夏侯夔は雲麾将軍となり、元樹に従って北方におもむき、使持節・都督南豫州諸軍事・南豫州刺史に任じられた。中大通6年（534年）、使持節・都督豫淮陳潁建霍義七州諸軍事・豫州刺史に転じた。豫州にあること7年、農地千余頃を灌漑し、治績を挙げて兄にならぶ名声をえた。
大同4年（538年）、豫州で死去した。享年は56。侍中・安北将軍の位を追贈された。諡は桓といった。

## 子女
- 夏侯譔（後嗣、太僕卿）
- 夏侯譒（蕭淵明や侯景の長史をつとめた、蕭淵明が東魏に捕らえられると蕭淵明の4妾をえた）

## 伝記資料
- 『梁書』巻28 列伝第22
- 『南史』巻55 列伝第45